# Neptune's Daughter
Neptune's Daughter is een Amerikaanse musicalfilm  in Technicolor uit 1949 onder regie van Edward Buzzell. De romantische komedie heeft Esther Williams en Ricardo Montalbán in de hoofdrollen en werd destijds in Nederland uitgebracht onder de titel Neptunus' dochter. De film is bekend vanwege het gebruik van het lied Baby, It's Cold Outside.

## Verhaal
Eve Barrett is een schoonzwemster die bekendheid verwerft vanwege het flaneren in bijzonder zwemoutfits. Samen met haar zakenpartner Joe Backett ontwerpt ze kostuums. Zodra er wordt aangekondigd dat een belangrijke Zuid-Amerikaanse poloteam een wedstrijd in de Amerikaanse stad zal spelen, besluiten ze een zwemspektakel rondom het evenement te creëren. José O'Rourke, de aanvoerder van dit team, wordt door masseur Jack Spratt behandeld en inspireert de verlegen Amerikaan om via de Zuid-Amerikaanse cultuur vrouwen te verleiden. Eve's zus Betty is vastberaden om een Zuid-Amerikaan aan de haak te slaan en valt voor Jacks leugens. Jack stelt zichzelf voor als José O'Rourke en wint Betty's hart. De echte José wordt ondertussen verliefd op Eve, maar zij doemt zichzelf tot liefdeloze carrièrevrouw en gaat niet in op zijn avances. De zaken raken verstrikt als Betty aankondigt met José te trouwen, terwijl de echte José ondertussen blijft proberen om Eve's hart voor zich te winnen.

## Rolverdeling
| Acteur            | Personage     |
| ----------------- | ------------- |
| Esther Williams   | Eve Barrett   |
| Ricardo Montalbán | José O'Rourke |
| Red Skelton       | Jack Spratt   |
| Betty Garrett     | Betty Barrett |
| Keenan Wynn       | Joe Backett   |
| Mel Blanc         | Pancho        |
| Xavier Cugat      | Zichzelf      |
| Ted de Corsia     | Lukie Luzette |
| Mike Mazurki      | Mac Mozolla   |

## Ontvangst
De film werd in de Verenigde Staten vol enthousiasme onthaald door zowel het publiek als de critici. In Nederland werd de film destijds geschikt bevonden voor '18 jaar en ouder', omdat het volgens de keuring "wellustige vrouwen" bevatte "in strijd met fatsoen". De Telegraaf bestempelde het als een "showfilm", noemde het verhaal "niet onvermakelijk" en gaf lof aan de muzikale uitvoering: "De Zuid- en Noord-Amerikaanse dansmuziek door het orkest van Xavier Cugat is verdienstelijk".
Het nummer 'Baby It's Cold Outside' won de Academy Award voor Beste Lied. 